# 스타 트렉 6: 미지의 세계
《스타 트렉 6: 미지의 세계》(영어: Star Trek VI: The Undiscovered Country)는 1991년에 개봉한 스타트렉의 여섯 번째 극장판 영화이다.

## 출연

### 주연
- 윌리암 샤트너
- 레너드 니모이
- 드포레스트 켈리

### 조연
- 제임스 두한
- 워터 코에닉
- 니셸 니콜스
- 조지 타케이

## 한국어 더빙 성우진(MBC, 1999년 11월 6일)
- 박일 - 커크 함장 (윌리엄 샤트너)
- 황일청 - 스포크 부함장 (레너드 니모이)
- 안지환 - 히카루 슬루 함장 (조지 타케이)
- 엄현정 - 발레리스 중위 (킴 캐트럴)
- 김현직 - 창 장군 (크리스토퍼 플러머)
- 한규희 - 맥코이 (드포레스트 켈리)
- 김태훈 - 스카티 (제임스 두한)
- 권혁수 - 체코프 (월터 코에닉)
- 정남 - 우후라 (니셸 니콜스)
- 이선주
- 이우신
- 이윤연
- 안장혁
- 박지훈
- 변종필
- 김영선
- 엄태국
- 윤성혜
- 이철용
- 김민성
- 김용준
- 박선영
- 송준석

## 기타
- 원작자: 진 로든버리
- 공동제작: 마티 혼스타인
- 협력프로듀서: 브룩 브리튼
- 미술: 허먼 F. 짐머맨
- 의상: 도디 쉐퍼드
- 배역: 메리 조 슬래터

## 같이 보기
- Nixon goes to China